# Crossidium spiralifolium
Crossidium spiralifolium är en bladmossart som beskrevs av Robert Earle Magill 1981 [1982. Crossidium spiralifolium ingår i släktet Crossidium och familjen Pottiaceae. Inga underarter finns listade i Catalogue of Life.